# 障害者権利運動
障害者権利運動(しょうがいしゃけんりうんどう、英語: Disability rights movement)とは、すべての障害者に平等な機会と権利を確保することを目指す世界的な社会運動内容はこと。
この運動は、建築や交通、物理的環境におけるアクセシビリティと安全、独立した生活、雇用の公平性、教育、住宅における平等な機会、差別、虐待、ネグレクト、その他の権利侵害からの自由など、同様の目標と要求で協力している、世界中の障害者擁護者組織で構成されています。 障害者活動家は、障害者が一般市民のように生活するのを妨げる制度的や物理的・社会的障壁を打破するために活動しています。
障害者の権利は複雑で、なぜなら、障害者がさまざまな社会政治的、文化的、法的文脈で権利を侵害される可能性があるからです。例えば、障害を持つ個人が直面する一般的な障壁は、雇用を扱っています。具体的には、雇用主は、障害を持つ個人が職務を効果的に遂行できるようにするために必要な宿泊施設を提供したくないと言う場合や、または提供できないと言う場合がよくあります。

## 歴史

### アメリカ合衆国
アメリカの障害者の権利は、過去1世紀にわたって大きく進化してきた。障害者権利運動の前に、フランクリン・ルーズベルト大統領が脆弱な立場で公表されることを拒否したことは、障害を取り巻く人々の汚名を示し、象徴した。 選挙運動やスピーチ、公人として行動したりしている間、彼は自分の障害を隠した。これは「障害は弱さに等しい」というイデオロギーを永続させた。
アメリカでは、障害は個人的な問題と見なされており、これらのグループの個人を支援する政治組織や政府機関はあまり存在しませんでした。しkqし、1950年代に、マーチ・オブ・ダイムズのようなボランティア活動や親向けの組織への移行があり、 これが活動の始まりでした。これらのグループへの支援を求めていたが、障害を持つ子供たちは強制的なリハビリを恐れて両親によってほとんど隠されていた。 1960年代に公民権運動が開始したとき、平等な待遇を促進し、固定観念に挑戦するために、障害者擁護者が女性の権利運動に参加しました。障害者の権利擁護が障害者横断的な焦点を当て始めたのはこの時でした。さまざまな種類の障害（視覚や聴覚の障害とともに、身体的および精神的な障害）とさまざまな本質的なニーズを持つ人々が集まり、共通の目的のために戦いました。
米国障害者法（ADA）が可決されたのは1990年になってからで、障害を理由とする差別を法的に禁止し、すべての建物と公共エリアで障害者のアクセスを義務付けました。ADAは、従業員と雇用主を保護するための合理的な配慮の意味を定義した点で、歴史的に重要なことを残しました。

### 国際連合
世界規模で、国連は障害者の権利に関する条約を制定し、 特に障害を持つ先住民について議論しました（ロックウッド146）。

## 問題

### 身体障害のある人
街の通り、公共の建物、トイレなどの公共エリアへのアクセスは、物理的な障壁を取り除くためにここ数十年でもたらされたより目に見える変化の一部です。世界の一部の地域での顕著な変化は、エレベーター、自動ドア、広いドアと廊下、トランジットリフト、車椅子用スロープ、縁石のカットの設置、スロープとエレベーターが利用できない不要な階段の排除です。これにより、車椅子使用者やその他の移動障害のある人は、公共の歩道や公共交通機関をより簡単かつ安全に使用できるようになりました。

#### 視覚障害のある人

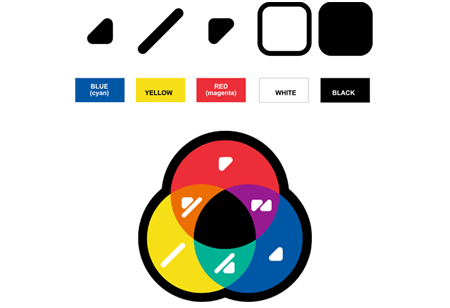
色覚障害のある人のためのコードサイン

色覚障害のある人は、特定の色を区別できないため、暗黙の差別に定期的に対処します。Coloraddとして知られる幾何学的形状のコード記号のシステムは、2010年にポルトガルのミーノ大学のミゲル・ネイバ教授によって開発され、色を見分けるのが難しい人々に色を示します。

### 知的障害や発達障害のある人
もう1つの問題は、知的障害や発達障害を持つ人々の継続的な非人間化であり、スローガン「ピープルファースト」が生まれました。これは、自己擁護運動における集会の叫びと一般的な組織名として今でも使用されています。 自己擁護者は「R-Word」キャンペーンにも関わっており、「レタード」という言葉の使用を排除しようとしています。 しかし、すでの自己擁護者は、アークの名前の変更を提唱することに成功しました。

### 自閉症権利運動
自閉症権利運動は、自閉症スペクトラムを治癒する障害ではなく、人間の脳の自然な変化の結果と見なし、神経多様性の概念を強調する社会運動です。 自閉症権利運動は、自閉症の行動のより大きな受け入れ、神経症の仲間の行動を模倣するのではなく、対処スキルに焦点を当てた治療法など、いくつかの目標を提唱しています。 （自閉症の人々が自分の条件で社交できるソーシャルネットワークとイベントの作成、 自閉症コミュニティをマイノリティグループとして認めることなど。）
自閉症の権利または神経多様性の支持者は、自閉症スペクトラムは主に遺伝的であり、ヒューマンゲノムの自然な表現として受け入れられるべきだと考えています。この視点は、他の2つの見解とは異なり、自閉症は遺伝的欠陥によって引き起こされ、自閉症遺伝子を標的にすることで対処されるべきであるという医学的視点と、自閉症はワクチンなどの環境要因によって引き起こされるというフリンジ理論です。
その運動は物議を醸しており、自閉症活動家に対する一般的な批判は、彼らの大多数が「高機能」またはアスペルガー症候群であり、「低機能」自閉症の人々の見解を代表していないということです。

### 精神障害の問題を抱えている人
精神障害を持つ人々の権利の擁護者は、主に自己決定と個人の自立した生活能力に焦点を当てています。
個人が望む場合、施設に収容される代わりに有給のアシスタントケアを使用して、独立した生活を送る権利は、障害者の権利運動の主要な目標であり、知的障害や精神疾患を持つ人々に最も強く関連している同様の独立した生活と自己擁護運動の主な目標です。これらの運動は、障害者がより活発な社会参加者として生きることを支援してきました。

### 教育と雇用へのアクセス
教育と雇用へのアクセスも、障害者の権利運動の主要な焦点となっています。アダプティブテクノロジーは、人々が以前はできなかった仕事に就くことを可能にし、仕事へのアクセスと経済的自立を生み出すのに役立ちます。教室でのアクセスは、障害を持つ人々の教育機会と自立性を向上させるのに役立っています。

### 差別と虐待からの自由
虐待、ネグレクト、個人の権利侵害からの自由も、障害者の権利運動の重要な目標です。虐待とネグレクトには、不適切な隔離と拘束、スタッフおよび/またはプロバイダーによる不適切な武力行使、スタッフまたはプロバイダーによる脅迫、嫌がらせ、および/または報復、適切な栄養、衣類、および/または医療および精神的ヘルスケアの提供の失敗、および/または清潔で安全な生活環境の提供の失敗、および障害を持つ人の身体的および心理的幸福に深刻な脅威をもたらすその他の問題が含まれます。患者の権利の侵害には、治療に対するインフォームドコンセントの取得の失敗、治療記録の機密性の維持の失敗、他者とコミュニケーションや交際する権利の不適切な制限、およびその他の権利の制限が含まれます。
障害者の権利運動を通じて行われた作業の結果、1970年代から1990年代にかけて、アメリカで重要な障害者の権利に関する法律が可決されました。

### オーストラリア
1978年、キャンベラのオーストラリア国会議事堂の外での抗議活動により、政府は障害者への政府支払いに対する税金の廃止を余儀なくされました。それ以来、議会の内外でさまざまな問題に関するデモが開催され、1992年にNational Attendant Care Schemeが拡大し、2019年に障害者の暴力、虐待、ネグレクト、搾取に関する王立委員会を設立するよう連邦政府を説得するのに役立ちました。州議会外の同様の抗議は、1994年にニューサウスウェールズ州で支援された宿泊施設を改善し、2021年にクイーンズランド州の障害者擁護サービスへの継続的な支援につながった、権利と資金提供の改善のためのキャンペーンにつながった。
1981年の国際障害者年を皮切りに、活動家のレスリー・ホールの言葉を借りれば、「美の概念に挑戦」と「慈善倫理を拒否する」ために、キャンペーン担当者はミス・オーストラリア・クエストなどの美人コンテストをターゲットにしました。注目度の高いデモにより、一部の慈善団体は募金のためにそのようなコンテストの使用を放棄し、また、組織の肩書きから攻撃的な言葉を削除した慈善団体も見られました。
数十万人が参加する長い全国的なキャンペーンに続いて、2013年にオーストラリアで国民障害保険制度が導入され、多くの支援に資金が提供されました。
Every Australian Countsなどのグループによる全国的なキャンペーンは、その後、スキームを拡張し、アクセスの削減や制限から保護するために開始されました。

### カナダ
カナダ最大の州であるオンタリオ州は、2025年までにアクセス可能になることを目標に、2005年にオンタリオ州障害者のためのアクセシビリティ法という法律を制定しました。
2019年、アクセシブル・カナダ法が法律になりました。これは、すべての政府部門と連邦政府の規制機関に影響を与えるアクセシビリティに関するカナダ初の国内法です。

### インド
2016年の障害者の権利法は、インドが2007年に批准した国連障害者の権利条約に対する義務を果たすためにインド議会によって可決された障害者法です。この法律は、1995年の既存の障害者（機会均等、権利の保護、完全な参加）法に取って代わった。2016年12月28日に発効した。この法律は21の障害を認めています。

### イギリス

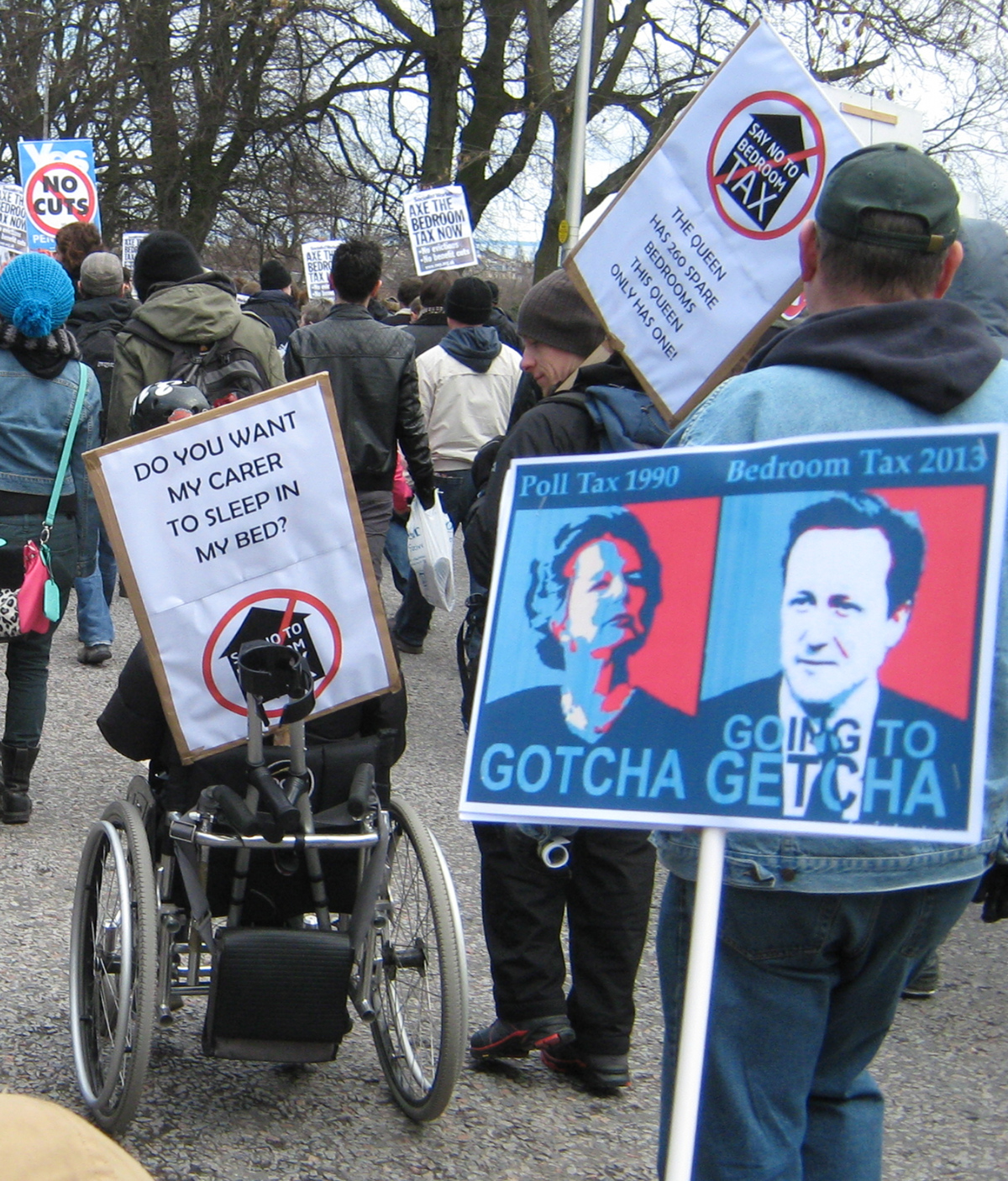
2013年3月30日、スコットランド議会外の障害者権利活動家

イギリスでは、数十年にわたる障害者による広範な活動に続いて、1995年障害者差別法（DDA 1995）が可決されました。これにより、イギリスでは、雇用、商品やサービスの提供、教育、輸送に関して障害者を差別することは違法になりました。平等と人権委員会は、この法律を支援しています。北アイルランドには同等の法律が存在し、北アイルランド平等委員会によって施行されています。
2012年の福祉改革法に寝室税（正式には居住不足の罰則）が導入された後、障害者活動家は寝室税の抗議活動の発展に重要な役割を果たしました。幅広い給付金の変更は、障害者に不均衡な影響を与え、障害者の自立生活の権利を損なうと推定されています。
エヴァン・ミッチェルOBE によって作成されたダウン症法案は、ダウン症を患っている人々に法的承認を提供します。

### アメリカ合衆国
障害者の権利運動の最も重要な発展の1つは、エドワード・ロバーツや他の車椅子使用者の努力により、1960年代にカリフォルニアで出現した自立生活運動の成長でした。障害者の権利運動のサブセットであるこの運動は、障害者が自分のニーズに関する最高の専門家であると仮定し、したがって、より良い解決策を設計および促進するために、個人的および集団的に率先して行動し、政治権力のために組織化する必要があります。非専門化と自己表現に加えて、独立生活運動のイデオロギーは、障害の非医療化、非施設化、交差障害（すなわち、診断に関係なく独立生活運動への包含）で構成されています。 同様に、建築障壁法は1968年に可決され、連邦政府が建設された建物や施設は身体障害者がアクセスできるように義務付けられました。この法律は一般的に、史上初の連邦障害者権利法であると考えられています。認知障害を持つ人々にとって不幸なことに、彼らの障害は、自分のニーズの最高の専門家になることをより困難にし、車椅子を使用する同僚のように自己擁護する能力を妨げました。自己表現は、自分の考えを明確に表現できない人々にとってはるかに困難であり、運動を続けるために他人に依存することにつながった。
1973年、（アメリカ）リハビリテーション法が法律になりました。第501条、第503条、第504条は、連邦プログラムおよびサービス、および連邦政府の資金を受け取る他のすべてのプログラムまたはサービスにおける差別を禁止しました。第504条にあるリハビリテーション法の重要な文言は、「米国の資格のある障害者個人は、ハンディキャップのみを理由に、連邦政府の財政援助を受けるプログラムまたは活動への参加から除外されたり、利益を拒否されたり、差別を受けたりしてはならない」と述べています。 この法律はまた、障害者が労働力の訓練を受けるのを助け、アクセスできない問題に陥ることなく仕事に到達できるようにするために割り当てることができる資金を規定しています。これは、障害者の平等な機会を保証する最初の公民権法でした。
もう一つの重要な転換点は、1977年に米国保健教育福祉省（HEW）が運営する政府庁舎の504シットインであり、フランク・ボウが考案し、米国障害者市民連合が組織し、1973年のリハビリテーション法第504条に基づく規制の発表につながった。1977年4月5日、活動家たちはデモを始め、ニューヨーク市、ロサンゼルス、ボストン、デンバー、シカゴ、フィラデルフィア、アトランタを含む10の連邦地域のオフィスで座り込みました。最も注目すべき抗議の1つはサンフランシスコで起こ理、抗議者たちは、1973年のリハビリテーション法第504条の規制の署名を要求した。成功した座り込みはジュディス・ホイマンが主導した。 抗議の初日は、25日間の座り込みの最初の日でした。120人近くの障害者活動家と抗議者がHEWビルを占拠し、1977年4月28日にジョセフ・カリファノ長官が最終的に署名しました。この抗議は、その目標が達成されただけでなく、特定のグループだけでなく、障害者集団全体に影響を与える法律を支援するために、さまざまな障害を持つ人々の間で集まった最も重要な協調的な努力であったため、重要でした。
1978年、コロラド州デンバーの障害者の権利活動家は、アトランティスコミュニティによって組織され、1978年にデンバー地域交通局のバスの座り込みと封鎖を行いました。彼らは、市内の交通システムが身体障害者にとって完全にアクセスできないという事実に抗議していました。この行動は、デンバー交通局が最終的に車椅子リフトを備えたバスを購入するまで1年間続いた一連の市民的不服従デモの最初のものであることが証明されました。1983年、Accessible Public Transitの障害者アメリカ人（ADAPT）は、デンバーで7年間続いた別の市民的不服従キャンペーンを担当しました。彼らは、アクセスできない公共交通機関に抗議して、米国公共交通機関協会を標的にしました。このキャンペーンは、車椅子を使用する人々のためのバスリフトが全国的に米国障害者法によって要求された1990年に終了しました。
障害者の権利に関するもう一つの重要な抗議は、1988年3月にワシントンD.C.のギャローデット大学の学生によるDeaf President Nowの抗議でした。8日間（3月6日～3月13日）のデモと学校の占領とロックアウトは、理事会が2人の聴覚障害者候補者をめぐって新しいヒアリング会長、エリザベート・ジンサーを任命したときに始まりました。学生の主な不満は、聴覚障害者の教育に専念していた大学が、聴覚障害者の学長、つまり彼らの代表者がいなかったことでした。抗議者の4つの要求のうち、主なものは現大統領の辞任と聴覚障害者の任命でした。デモは、約2,000人の学生と学生以外の参加者で構成されていました。抗議活動はキャンパス、政府の建物、そして路上で起こった。結局、すべての学生の要求が満たされ、私も。ヨルダン王は、大学の最初の聴覚障害者の学長に任命されました。
1990年、米国障害者法が法律となり、障害者に包括的な公民権保護を提供しました。公民権法と第504条を綿密にモデルにしたこの法律は、アメリカ史上最も包括的な障害者権利法でした。それは、地方、州、および連邦政府の政府とプログラムにアクセスできるようにし、15人以上の従業員を持つ雇用主は、障害を持つ労働者のために「合理的な宿泊施設」を行い、資格のある障害を持つ労働者を差別しないこと、レストランや店舗などの公共施設が障害者を差別せず、障害者のアクセスを確保するために合理的な変更を行うことを義務付けました。この法律はまた、公共交通機関、通信、および公共生活の他の分野でのアクセスを義務付けました。
米国で最初のDisability Pride Marchは、1990年にボストンで開催されました。1991年にボストンで2回目の障害者プライド行進が開催されました。2004年7月18日日曜日のシカゴまで、その後の障害者プライドマーチ/パレードは何年もありませんでした。 それは、サラ・トリアーノが2003年にアメリカ障害者協会からポール・G・ハーン・リーダーシップ賞の一環として受け取った10,000ドルで資金提供されました。 トリアーノによると、パレードには1,500人が参加した。

## 展覧会とコレクション
アメリカ障害者法の10周年を記念して、スミソニアン国立アメリカ歴史博物館は、すべてのアメリカ人に保証された市民権を確保するための障害者、その友人、家族による活動の歴史を検証する展覧会を開催しました。展示されているオブジェクトには、ペンのジョージH大統領が含まれていました。W.ブッシュは法律に署名し、最初の超軽量車椅子の1つに署名しました。この展覧会は、最大限のアクセシビリティのために設計されました。Webベースのキオスク（最終的に博物館やその他の文化機関が利用できるバージョンのプロトタイプ）は、展覧会を体験するための代替フォーマットを提供しました。展覧会は2000年7月6日から2001年7月23日まで開催されました。

## 議論とアプローチ
障害者の権利運動における重要な議論は、障害者のためのアファーマティブアクションと公平な待遇のための戦いの間です。1992年の世論調査機関によると、障害を持つ人々を職場に統合すると、会社のイメージに影響を与えたり、生産性が低下したりする可能性があると多くの人が懸念しています。 これは、雇用平等法の1992年の議会審査と一致しています。この改正では、雇用主は公式の割当制度を持たずに公平性を実施することを検討すべきだと述べています。 これはまだ進行中の議論です。
追加の議論は、障害者を施設に収容するか、家庭で支援するかです。1963年、ジョン・F・ケネディの大統領在任中、彼はコミュニティベースのプログラムへの資金提供を促進し、メンタルヘルスケアに関する法律を起草することで、メンタルヘルスに対する全国的な見方を変えました。彼はまた、政府が州レベルで実施できる新しいプログラムの推奨事項を作成し、したがって「管理機関」から離れる、精神遅滞に関する大統領パネルを設立しました。この制度化からの移行は、精神保健機関に対する長期的な汚名を生み出しました。そのため、政治においては、この概念のための十分な資金がないことがよくあります。
米国最高裁判所のハンフリー対事件によると、キャディ、民事誓約法、および介入の適格性は、その人が自分自身または他人にとって差し迫った危険であると判断された場合にのみ存在します。「差し迫った危険」を証明することの難しさは、精神疾患の患者を病院に送ることが難しく、刑務所に送ることが容易であるという予期せぬ結果をもたらしました。National Alliance on Mental Illnessによると、男性の受刑者の約15%と女性の受刑者の30%が何らかの深刻な精神疾患を患っており、未治療のままです。
もう一つの進行中の議論は、障害者の自己決定をどのように育成するかです。市民的および政治的権利に関する国際規約と経済的、社会的、文化的権利に関する国際規約の共通第1条は、「すべての人々は自由意志で自己決定の権利を有する」と主張している。これは自由で自律的な選択の概念を強調しているため、政府の干渉は自己決定を妨げるという1つの議論があります。 したがって、慈善団体や非営利団体から必要な支援を求めるのは、障害者に任せます。教会などの慈善団体は、見返りのない障害者を支援することを信じています。一方、別のアプローチは、専門能力開発や資源提供などの方法を含む、参加型の共生関係です。より具体的には、1つのアプローチは、障害を持つ人々が自分のニーズを自己表現し、独自の解決策と分析を生み出すことを可能にすることです。このアプローチは、何をすべきか、または何をしたかを指示されて参加する受動的な参加の代わりに、このグループが自給自足し、独自の決定を下すことを可能にすることを提案します。これに対する障壁には、誰が自己自給自足の個人であるかを定義し、自己決定の概念に戻ることが含まれます。

## 参照
Template:Disability navbox

### 訴訟
- Access Now v. Southwest Airlines
- Mills vs. Board of Education of District of Columbia

## さらに読む
- Colker, Ruth and Milani, Adam. Everyday Law for Individuals with Disabilities (Paradigm Publishers, 2005). ISBN 978-1-59451-145-5ISBN 978-1-59451-145-5
- Fleischer, Doris Zames and Zames, Frieda. The Disability Rights Movement: From Charity to Confrontation (Temple University Press, 2nd Edition, 2011). ISBN 978-1-4399-0743-6ISBN 978-1-4399-0743-6
- Johnson, Mary and The Ragged Edge Online Community. Disability Awareness - do it right! Your all-in-one how-to guide (The Advocado Press, 2006). ISBN 978-0-9721189-1-0ISBN 978-0-9721189-1-0
- Longmore, Paul, K. and Umansky, Laurie, editors, The New Disability History: American Perspectives (New York University Press, 2001). ISBN 978-0-8147-8564-5ISBN 978-0-8147-8564-5
- O'Brien, Ruth. Crippled Justice: The History of Modern Disability Policy in the Workplace (University Of Chicago Press, 2001). ISBN 978-0-226-61659-9ISBN 978-0-226-61659-9
- Pelka, Fred. (1997). The ABC-CLIO Companion to the Disability Rights Movement. Santa Barbara CA: ABC-CLIO. ISBN 978-0-87436-834-5ISBN 978-0-87436-834-5
- Pelka, Fred. (2012). What We Have Done: An Oral History of the Disability Rights Movement. Amherst, Boston MA: University of Massachusetts Press. ISBN 978-1-55849-919-5ISBN 978-1-55849-919-5
- The Disability Rights and Independent Living Movement. (2004). The Regents of the University of California. Archived 2004-08-16 at the Wayback Machine.
- Shapiro, Joseph P. (1993). No Pity: People with Disabilities Forging a New Civil Rights Movement. New York: Times Books ISBN 978-0-8129-2412-1
- Stroman, Duane. (2003). The Disability Rights Movement: From Deinstitutionalization to Self-Determination. University Press of America. ISBN 978-0-7618-2480-0ISBN 978-0-7618-2480-0
- Vega, Eugenio (2022) Crónica del siglo de la peste. Pandemias, discapacidad y diseño. Madrid, Experimenta Libros. ISBN 978-84-18049-73-6ISBN 978-84-18049-73-6
- Williamson, Bess (2019). Accessible America. A History of Disability and Design. New York University Press. ISBN 978-1-4798024-94ISBN 978-1-4798024-94